# 쿵엘브시

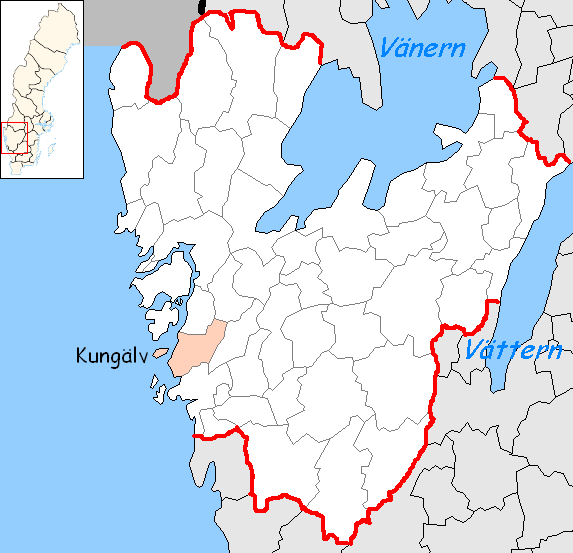
쿵엘브 시의 위치

쿵엘브시(스웨덴어: Kungälvs kommun)는 스웨덴 베스트라예탈란드주에 위치한 지방 자치체로 행정 중심지는 쿵엘브이며 면적은 682.43km2, 인구는 43,289명(2016년 12월 31일 기준), 인구 밀도는 63명/km2이다.

시 문장